# Eristalis curvipes
Eristalis curvipes är en tvåvingeart som beskrevs av Ignaz Rudolph Schiner 1868. Eristalis curvipes ingår i släktet slamflugor, och familjen blomflugor.
Artens utbredningsområde är Sri Lanka. Inga underarter finns listade i Catalogue of Life.